# Rakulove
Rakulove  (ucraniano: Ракулове) es una localidad del Raión de Podilsk en el Óblast de Odesa de Ucrania. Según el censo de 2001, tiene una población de 466 habitantes.